# 塔朗泰斯
塔朗泰斯（法語：Tarentaise，法語發音：[taʁɑ̃tɛz]）是法国卢瓦尔省的一个市镇，属于圣艾蒂安区。

## 地理
塔朗泰斯（45°22'23"N, 4°29'19"E）面积12.57 平方千米，位于法国奥弗涅-罗讷-阿尔卑斯大区卢瓦尔省，该省份为法国中南部省份，北起顺时针与索恩-卢瓦尔省、罗讷省、伊泽尔省、阿尔代什省、上盧瓦爾省、多姆山省和阿列省接壤。
与塔朗泰斯接壤的市镇（或旧市镇、城区）包括：圣艾蒂安、拉韦尔萨讷、勒贝萨、圣热内-马利福、泰利拉孔布。

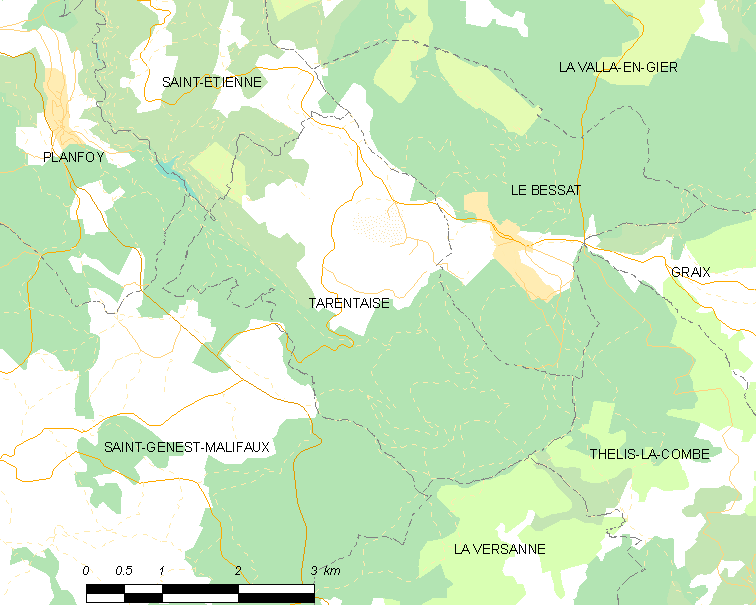
塔朗泰斯的OSM定位图

塔朗泰斯的时区为UTC+01:00、UTC+02:00（夏令时）。

## 行政
塔朗泰斯的邮政编码为42660，INSEE市镇编码为42306。

## 政治
塔朗泰斯所属的省级选区为勒皮拉县。

## 人口

1962-2008年间塔朗泰斯人口变化图示

塔朗泰斯于2022年1月1日时的人口数量为509人。